# Albinisme oculocutané de type II
L'albinisme oculocutané de type 2 se reconnaît rapidement à la naissance en raison de la présence d'un nystagmus et d'un strabisme. La vision est stable dans l'enfance et le restera le long de la vie. La pigmentation de la peau est très variable d'un aspect quasi normal à une dépigmentation évidente. À la naissance, le nouveau-né a des cheveux toujours pigmentés : de jaune très pâle à brun. Les cheveux peuvent foncer avec l'âge mais ne varient pas habituellement.
Il est dû à certaines mutations du gène OCA2 (gène P) qui présente un polymorphisme étendu (plus de 50 variantes connues) et joue de manière générale un rôle important dans la pigmentation de la peau et des yeux. Les patients peuvent être porteurs de deux mutations différentes ou de la même mutation sur les deux allèles.
C’est la forme d’albinisme oculocutané la plus répandue mondialement avec une prévalence moyenne de 1/38 000-40 000 (1/1 500-1/8 000 chez les Africains subsahariens et 1/10 000 chez les Afroaméricains).

### Sources
- (en) Richard A King, William S Oetting, Oculocutaneous Albinism Type 2 In GeneTests: Medical Genetics Information Resource (database online). Copyright, University of Washington, Seattle. 1993-2005 genetests.org